# 弁天通 (名古屋市)
弁天通（べんてんどおり）は、愛知県名古屋市西区の地名。1丁目から7丁目があった。

## 歴史

### 町名の由来
上名古屋町の字弁才に由来する。また、弁天は宗像神社の別名である。

### 沿革
- 1954年（昭和29年）10月20日 - 西区上名古屋町の一部により、同区弁天通として成立[1]。
- 1980年（昭和55年）10月12日 - 上名古屋一丁目および同二丁目に編入され消滅[1]。

## 施設
商店街が形成され、付近に所在した帝国撚糸従業員がよく利用したとされる。